# Miho Mosulișvili
Miho Mosulișvili (în georgiană მიხო მოსულიშვილი, n. 10 decembrie 1962, Arashenda⁠(d), Gurjaani Municipality⁠(d), Kakhesia⁠(d), Georgia) este scriitor, jurnalist și dramaturg georgian.

## Biografie
Miho Mosulișvili a absolvit în 1986 Universitatea de Stat din Tbilisi. Ulterior, a lucrat ca geolog și ca jurnalist la diverse ziare, a publicat mai multe povestiri georgiene, romane și piese de teatru și a tradus trei romane ale lui Boris Akunin.
Piesele sale au fost reprezentate în Georgia, în diverse teatre, la televiziune și la radio. O parte din lucrările sale au fost traduse în letonă, engleză, germană, armeană și rusă.
Principalele lucrări ale scriitorului Miho Mosulișvili sunt considerate a fi Ursa Major, romanul picaresc Fără un zbor din Cask (cunoscut și ca Zbor fără butoi) și romanul biografic Vaja Pșavela, dedicat remarcabilui patriot georgian și scriitor de mare calibru al literaturii georgiene.

## Lucrări

### Cărți
- Pitulice meu, Glosa editare, 2015
- Laudakia Caucazia, Ustari editare, 2014
- Ursa Major (Istoria munților cu un prolog și epilog)[2], Saunje editare, 2013
- Râul sufletului, Intelekti editare, 2012
- De nicăieri spre nicăieri, Saunje editare, 2012
- Helessa, Ustari editare, 2012
- Piatra Grace, Siesta editare, 2011
- Vaja Pșavela[3], Pegasi editare, 2011
- Aproape Picasso și un pic Bosch, de pe dreapta, Saari editare, 2010
- Lebede sub zăpadă, Saari editare, 2004
- Bendela, Saari editare, 2003
- Fără un zbor din Cask, Bakur Sulakauri editare, 2001; Gumbati, 2007, 2011
- Cavalerul Timpului necoapte, Bestseller editare, 1999
- Spațiu pe verticală, Merani editare, 1997
- Frescele de pe o zi Moonlit[4], Merani editare, 1990
- Omul de pădurii, Ministerul Culturii Collegium, 1988

### Piese de teatru
- Laudakia Caucazia[5], 2013
- Pitulice meu, 2012
- Vaja Pșavela sau de a vedea necunoscut, 2012
- De Crăciun de gâscă cu Gutui, 2010
- Khapra Beetle și casa mouse-ul, 2010
- Dansez cu morții[6], 2005
- Trupele albe, 1997
- Răsucire de frontieră, 1995
- Omul de pădurii, 1988

#### Traduceri
- Ion Sapdaru - "Natura moartă cu nepot obez" pentru Teatrul Dramatic Batumi, regizorul Ion Sapdaru, 2015